# Kokaral
Kokaral è una diga eretta in Kazakistan all'interno del bacino del Lago d'Aral. Essa prende il nome dalla penisola che si trovava all'interno del lago e suddivideva geograficamente il Grande Aral dal Piccolo Aral. 
A seguito del prosciugamento del lago, le amministrazioni delle cittadine che si affacciavano sullo specchio d'acqua (in particolare quelle della città portuale di Aralsk) decisero la realizzazione della diga poco a sud della foce del fiume Syr Darya. L'obiettivo era quello di salvare almeno il Piccolo Aral dal prosciugamento che ormai da decenni investe l'intero bacino. Venne costruita una prima volta con l'utilizzo della sabbia e terra di riporto nel 1992. Nel 1996 una tempesta ne provocò la tracimazione. Le autorità locali la ricostituirono poco dopo con le stesse tecniche costruttive ma nel 2002 un nuovo crollo distrusse la diga. Nel 2005, grazie ad un finanziamento della Banca Mondiale, la diga è stata ricostruita in cemento e con delle tecnologie al passo con i tempi.
La sua lunghezza raggiunge quasi i 12 chilometri. È alta 8 metri ed è larga altrettanto nel suo punto massimo. Una strada è stata costruita sul suo bordo. I risultati sono stati persino migliori delle attese e il Piccolo Aral sta vedendo gradualmente ricrescere il livello delle acque.